# Gestreepte grasvogel
De gestreepte grasvogel (Megalurus palustris) is een zangvogel uit de familie Locustellidae.

## Verspreiding en leefgebied
Deze soort komt wijdverspreid voor in het zuidoosten van Azië en telt drie ondersoorten:
- M. p. toklao: van Pakistan tot zuidelijk China, Indochina en zuidelijk Myanmar.
- M. p. palustris: Java en Bali.
- M. p. forbesi: de Filipijnen en noordoostelijk Borneo.

## Status
De grootte van de populatie is niet gekwantificeerd maar de soort wordt omschreven als plaatselijk algemeen. Op de Rode lijst van de IUCN heeft deze soort de status niet bedreigd.